# Бельсберг
Бельсберг (нім. Bölsberg) — громада в Німеччині, розташована в землі Рейнланд-Пфальц. Входить до складу району Вестервальд. Складова частина об'єднання громад Бад-Марінберг (Вестервальд).
Площа — 1,46 км2. Населення становить 222 ос. (станом на 31 грудня 2020).